# Suzani

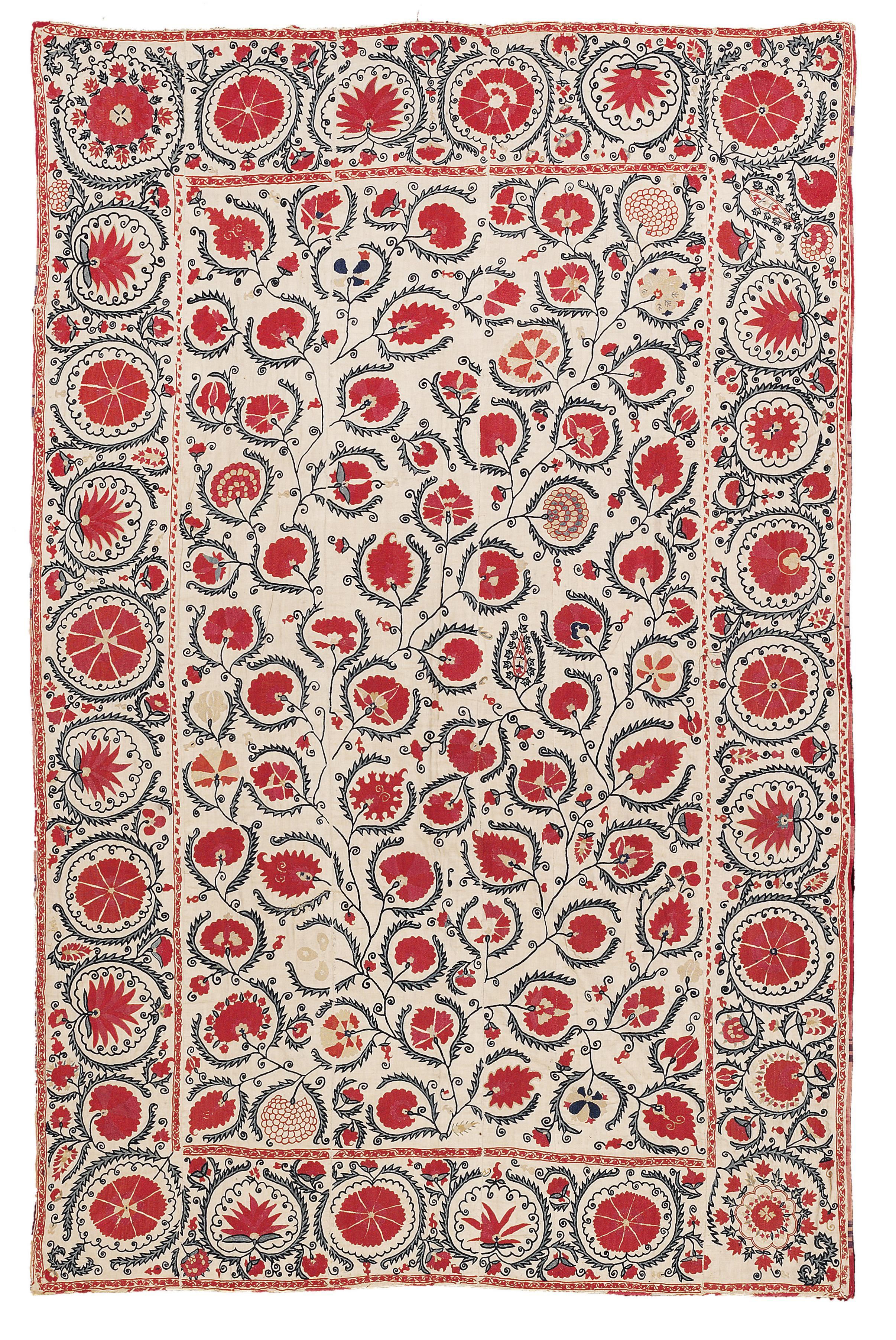
Suzani boukhariote (vers 1850).

Le suzani (prononcer souzani)  est un type de broderie et de textile tribal décoratif d'Asie centrale et est principalement manufacturé en Ouzbékistan, au Tadjikistan, au Kazakhstan et en d'autres pays.

## Étymologie
Le terme « suzani » vient du persan « souzan » (سوزن), mot qui signifie « aiguille ». L'art de confectionner ces textiles est appelé en Iran « suzankāri » (سوزنکاری), qui se traduit par « couture ».

## Description
Les suzanis sont généralement en coton (parfois en soie) et brodés de fil de soie ou de coton. Les points de chaînette, satin et boutonnière sont les principaux points utilisés. Souvent les suzanis sont réalisés en deux, voire en plusieurs morceaux, cousus ensemble par la suite.
Les motifs les plus populaires sont les disques solaire et lunaire, les fleurs (surtout tulipes, œillets et iris), les feuilles et les vignes, les fruits (principalement les grenades), et occasionnellement les poissons et les oiseaux. Le botha, motif d'origine indienne en forme de goutte d'eau, est également récurrent.

## Historique
Les plus anciens suzanis qui nous soient parvenus datent de la fin du XVIIIe siècle et du début du XIXe, mais il est quasiment certain que leur usage est antérieur. En effet, au début du XVe siècle, Ruy Gonzales de Clavijo, ambassadeur de Castille à la cour de Tamerlan, a décrit des broderies qui semblent être les précurseurs des suzanis.
Les suzanis étaient traditionnellement brodés par les futures mariées d'Asie centrale dans le cadre de leur dot et étaient présentés au marié le jour du mariage.
Une collection exceptionnelle de suzanis est présentée au musée de la Broderie du palais d'été de Boukhara.

## Illustrations philatéliques

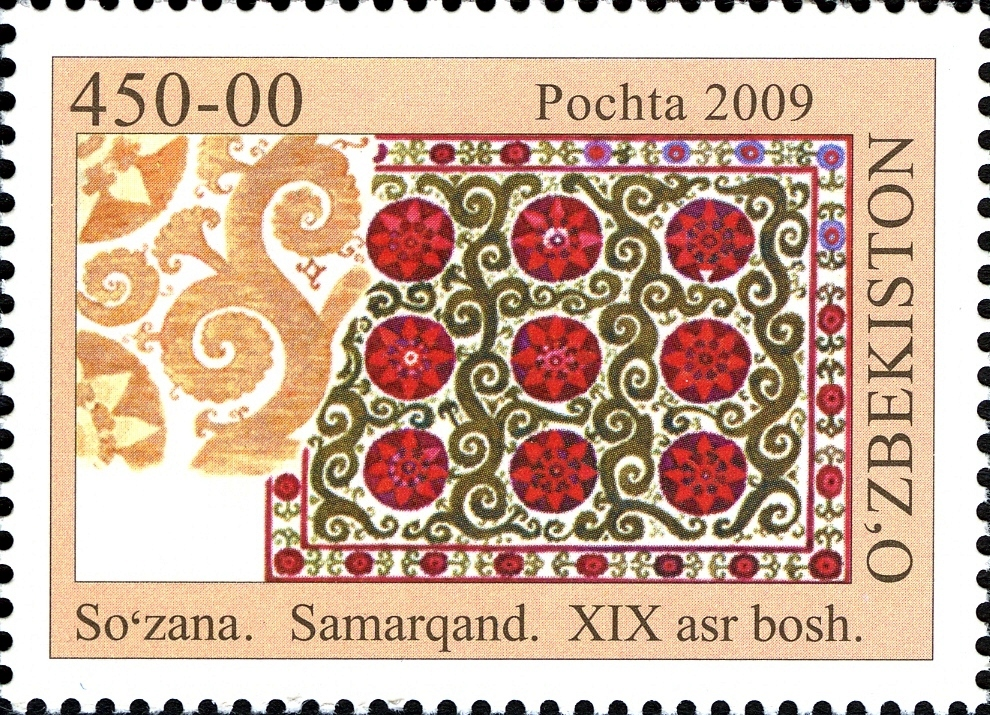
Suzani de Samarcande
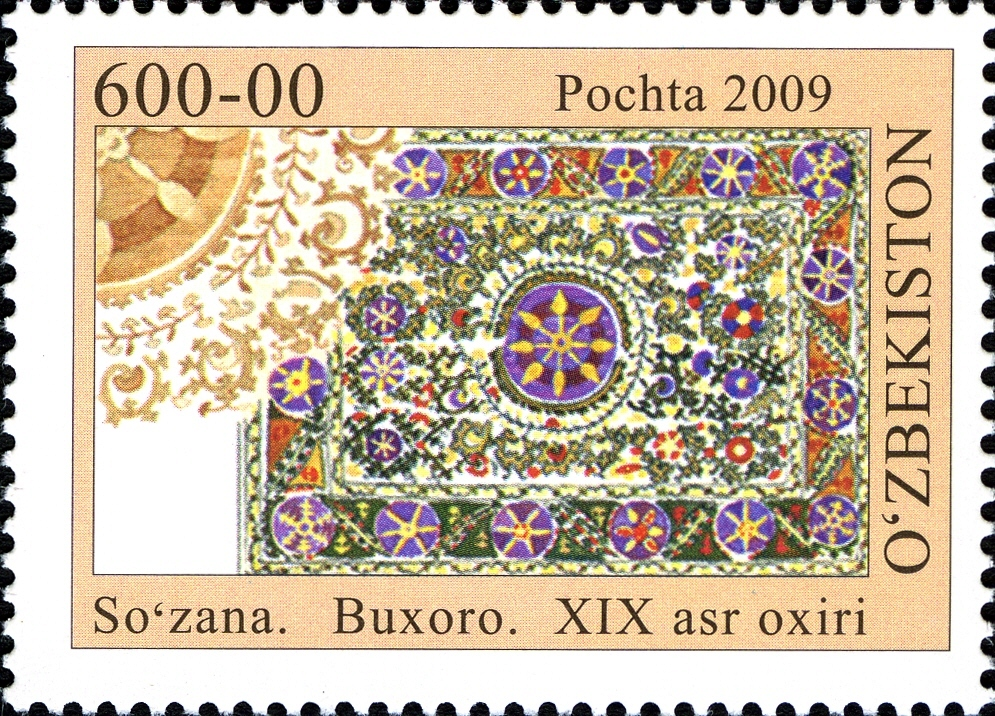
Suzani de Boukhara
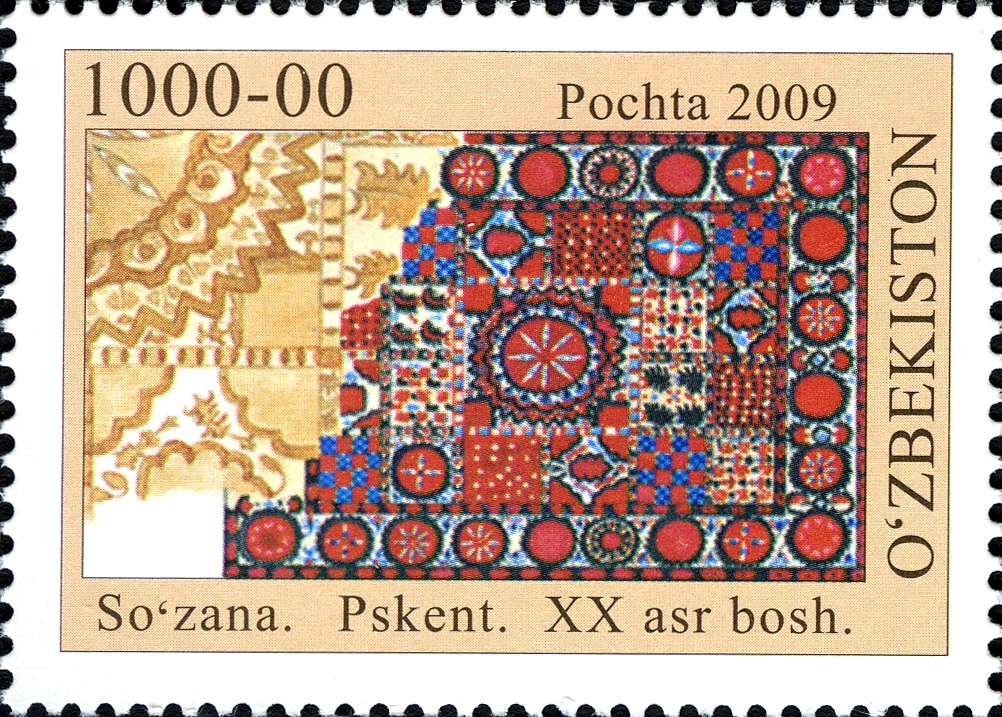
Suzani de Pskent
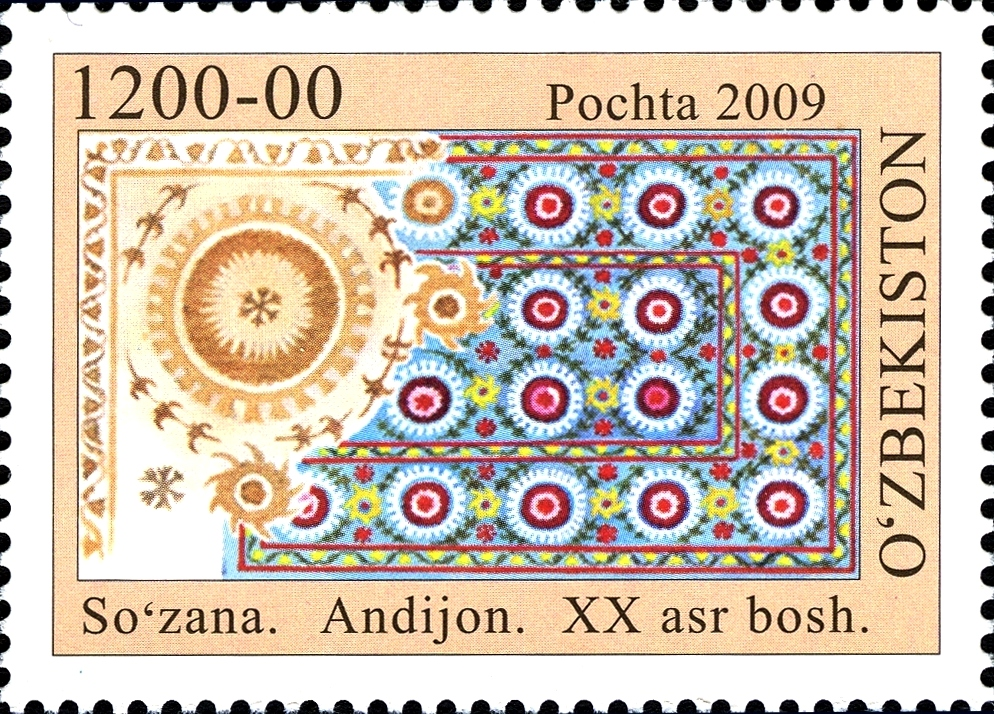
Suzani d'Andijan